# ITS Cup
ITS Cup — профессиональный женский теннисный турнир. Играется на открытых кортах с грунтовым покрытием.
Соревнования проводятся в чешском городе Оломоуц в середине лета, входя в постуимблдонскую грунтовую серию.

## История турнира
Оломоуцкий край традиционно является одним из центров развития теннисной игры в Чехии, здесь проводится множество профессиональных соревнований. Однако история женских соревнований в крае в большей степени связана с Простеёвом и Пршеровом, где в 1990-х — 2000-х годах прошло множество весьма статусных соревнований ITF и даже один турнир WTA.
Профессиональный теннис в Оломоуц пришёл лишь в 2009 году, когда в городе был проведён турнир начального уровня ITF. Организаторам быстро удалось добыть большую поддержку со стороны спонсоров и уже в 2011 году турнир вырос до 50-тысячника, а в олимпийский сезон дорос до высшего, по меркам цикла, статуса.

## Финалы разных лет

### Одиночный турнир
| Год  | Чемпионка               | Финалистка         | Счёт           |
| ---- | ----------------------- | ------------------ | -------------- |
| 2014 | Петра Цетковская        | Дениса Аллертова   | 3-6 6-1 6-4    |
| 2013 | Полона Херцог           | Катажина Питер     | 6-0 6-3        |
| 2012 | Мария Тереса Торро Флор | Александра Каданцу | 6-2 6-3        |
| 2011 | Настасья Барнетт        | Ева Бирнерова      | 6-1 6-3        |
| 2010 | Патриция Майр           | Юлия Майр          | 6-2 6-4        |
| 2009 | Луция Кригсманнова      | Ивета Герлова      | 6-7(5) 6-2 6-2 |

### Парный турнир
| Год  | Чемпионки                                      | Финалистки                           | Счёт           |
| ---- | ---------------------------------------------- | ------------------------------------ | -------------- |
| 2014 | Петра Цетковская Рената Ворачова (3)           | Барбора Крейчикова Александра Крунич | 6-2 4-6 [10-7] |
| 2013 | Рената Ворачова (2) Барбора Заглавова-Стрыцова | Мартина Борецкая Тереза Маликова     | 6-3 6-4        |
| 2012 | Инес Феррер-Суарес Ришел Хогенкамп             | Юлия Бейгельзимер Рената Ворачова    | 6-2 7-6(4)     |
| 2011 | Михаэлла Крайчек Рената Ворачова               | Юлия Бейгельзимер Елена Богдан       | 7-5 6-4        |
| 2010 | Сандра Клеменшиц Патриция Майр                 | Ивета Герлова Луция Кригсманнова     | 6-3 6-1        |
| 2009 | Ивета Герлова Дарина Шеденкова                 | Мартина Борецкая Мартина Кубичикова  | 6-4 6-2        |